# Românico florentino

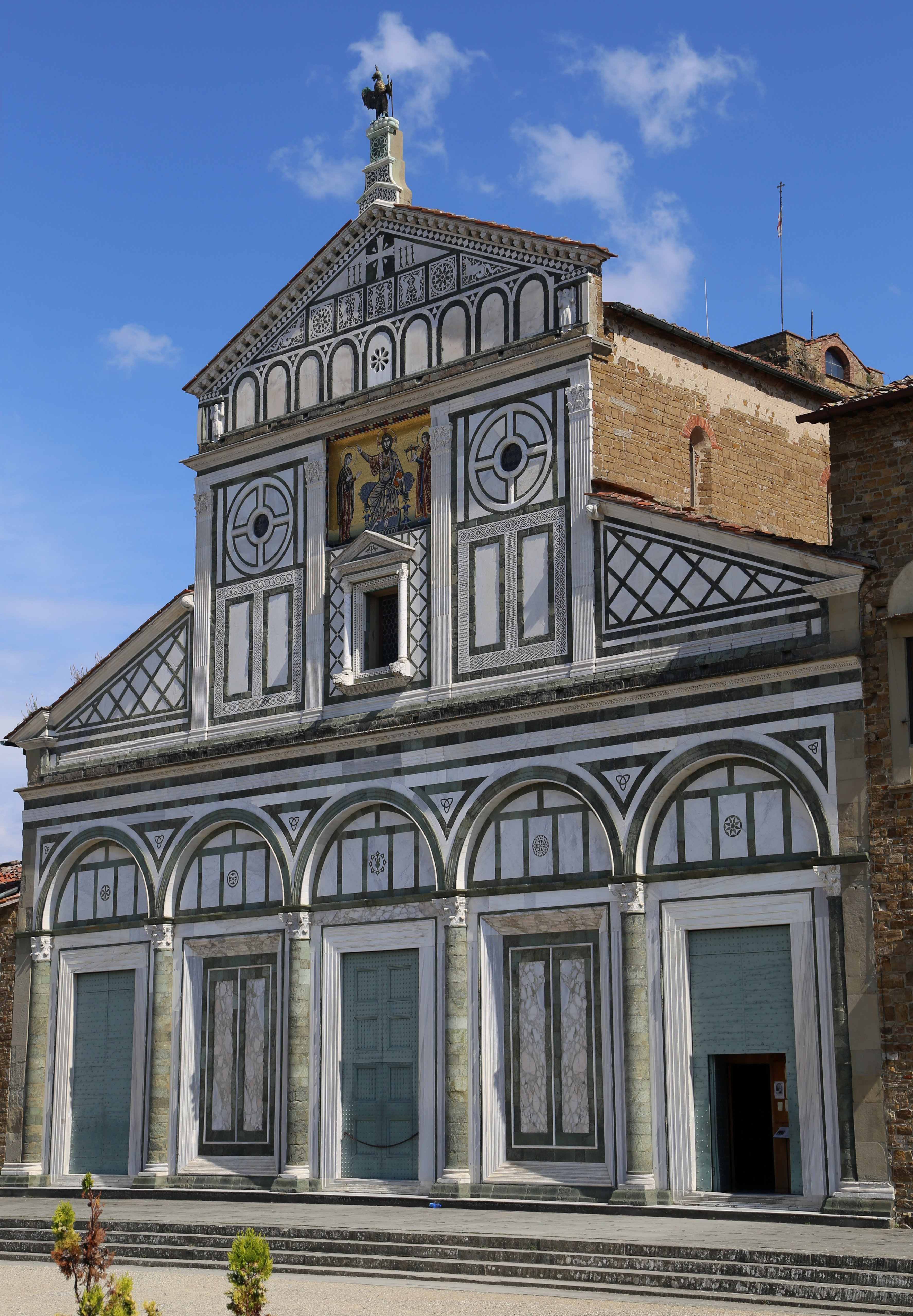
Fachada da Basílica de San Miniato al Monte

Românico florentino é o estilo arquitectónico românico que se desenvolveu em Florença, entre os séculos XI e XIII, com características extremamente peculiares. O estilo românico florentino difundiu-se parcialmente apenas na zona rural da cidade, que no século XII se estendia por uma área territorial limitada, num período em que o poder económico e político e a influência cultural de Siena, Lucca e Pisa eram ainda vitais na Toscânia.

## Características
As características específicas do românico florentino são geralmente referidas como uma sobrevivência ou recuperação de elementos do classicismo romano. Esta derivação deu também origem ao mito segundo o qual o Baptistério de San Giovanni, edifício símbolo da cultura arquitetónica românica em Florença, seria o resultado da reutilização de um edifício da época imperial.
O elemento mais evidente deste estilo é a divisão das fachadas caracterizada pela presença de arcos cegos de volta perfeita apoiados em semicolunas, por painéis geométricos, obtidos a partir de incrustações de mármore, que dividem a superfície segundo modularidades complexas e por janelas ou edículas geralmente encimadas por tímpanos.
Estes elementos, juntamente com a cor bicolor (branco e verde), de carácter geométrico e ordenado e submetido à ordem arquitectónica, remetem para o classicismo também no que diz respeito às incrustações de mármore que cobriam inúmeras arquitecturas romanas.

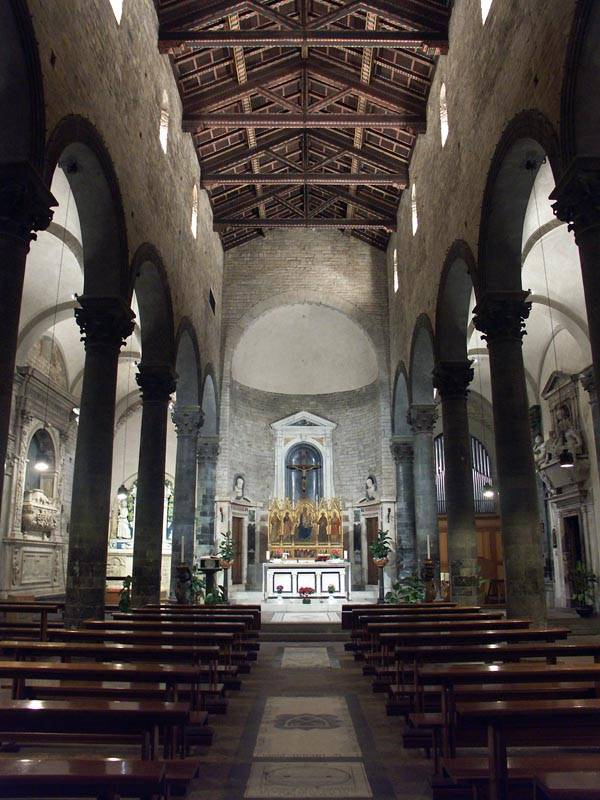
Interior da igreja dos Santos Apóstolos

Estas fachadas arquitetónicas de dois tons só podem ser parcialmente atribuídas à influência do românico de Pisa que, a partir dos canteiros de obras da Piazza del Duomo em Pisa, se espalhou para o norte da Toscana de Lucca a Pistoia e Prato onde a alternância das faixas horizontais de dois tons de branco e verde se tornou particularmente marcante também devido à utilização de materiais locais (pedra Alberese branca e verde Prato). Em Florença, este elemento foi utilizado com uma marca muito diferente, caracterizada por uma serena harmonia geométrica que faz lembrar obras antigas. Na verdade, o dicromatismo não foi utilizado em faixas horizontais, mas sim para desenhar os painéis das fachadas.
Até os pormenores arquitetónicos, como as edículas, os capitéis, as molduras e em geral os elementos da ordem arquitetónica, encontram referências nos testemunhos clássicos. Além disso, não faltam exemplos significativos de reutilização de elementos de entulho, como acontece no batistério.
O estilo românico florentino não produziu muitas obras e não teve a difusão do românico pisano ou lombardo, no entanto a sua influência foi determinante para os desenvolvimentos posteriores da arquitetura, pois constituiu a base a partir da qual se basearam Francesco Talenti, Leon Battista Alberti, Filippo Brunelleschi e os restantes arquitetos criadores da arquitetura do Renascimento.
A igreja dos Santos Apóstolos é um exemplo claro disto mesmo; aliás, pela sua espacialidade, anuncia, como observou Vasari, temas renascentistas. Por esta razão, no caso do românico florentino, podemos falar de um "proto-renascimento", mas, ao mesmo tempo, de um desdobramento extremo da tradição arquitectónica tardo-antiga. As dificuldades em datar o Baptistério resultam precisamente da procura de um ideal “clássico” situado fora do tempo, à semelhança do que acontece com outros monumentos medievais italianos de forte cunho classicista, como a igreja de Sant’Alessandro em Lucca ou a basílica de San Salvatore em Spoleto.

## O Baptistério

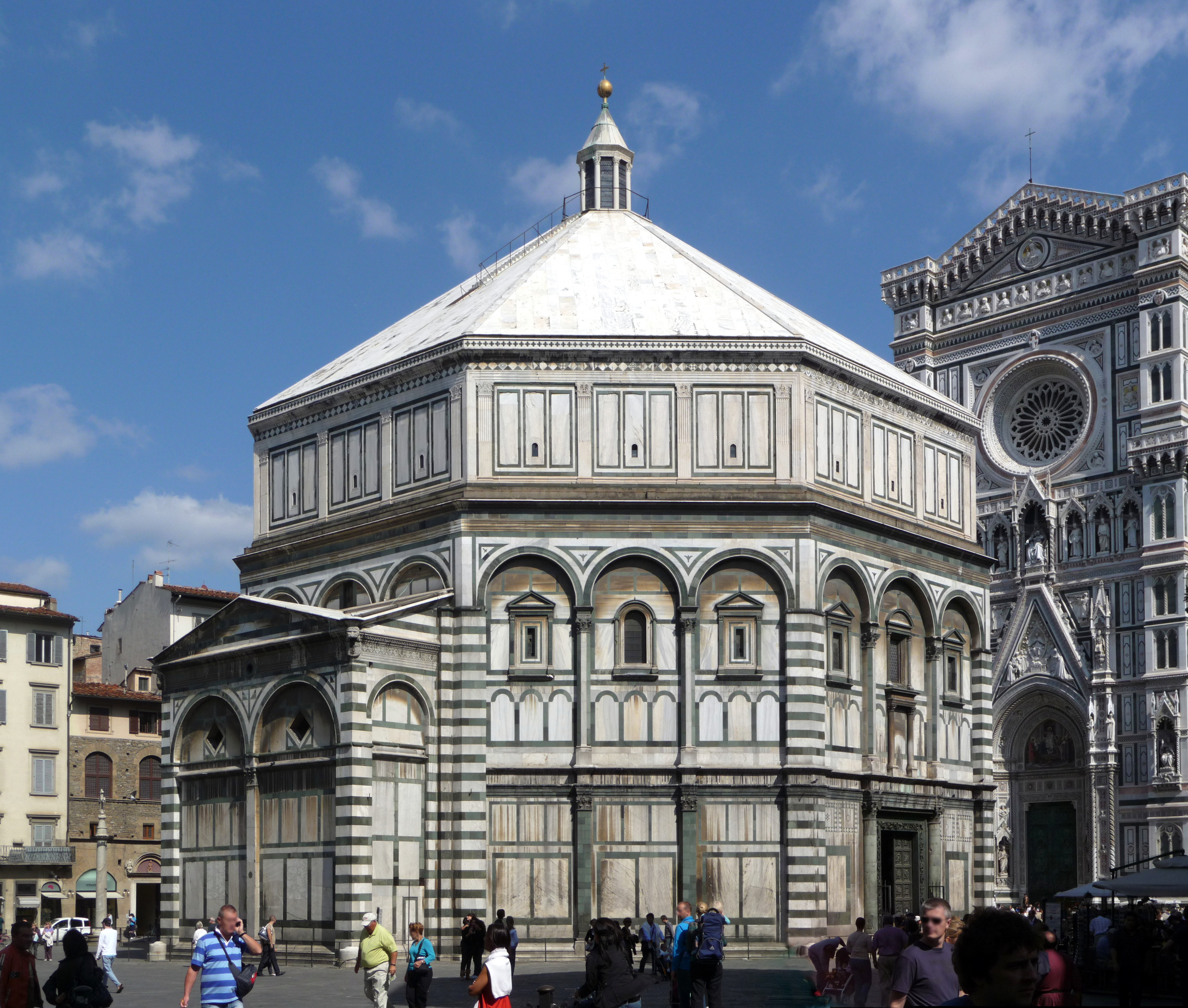
Batistério de São João, Florença

O sentido de ritmo na  escansão dos volumes exteriores é evidente no Batistério de São João, através do uso de painéis, pilastra clássicas, arcos redondos cegos, etc. seguindo um padrão modular preciso que se repete nos oito lados. A datação do batistério é tema de debate há muito tempo (edifício romano transformado em basílica? edifício cristão primitivo? edifício românico?), também devido à escassez de documentação. Após escavações arqueológicas realizadas depois de 2000, verificou-se que as fundações se encontram dois metros acima do nível do pavimento romano, pelo que se pode deduzir que o edifício não foi construído antes do século IX. O revestimento interior em mármore policromado, fortemente inspirado no Panteão de Roma, foi, no entanto, concluído no início do século XII (os mosaicos do pavimento estão datados de 1209 e os da scarsella 1218), enquanto a primeira fase do revestimento exterior deve remontar a cerca de quase ao mesmo tempo.

## A igreja de San Miniato al Monte
A Basílica de San Miniato al Monte (iniciada em 1013 e gradualmente concluída até ao século XIII) tem um esquema planimétrico talvez atribuível ao estilo românico lombardo (tribuna) e uma escansão racionalmente ordenada da fachada bicolor, que os historiadores comparam às incrustações de mármore dos edifícios monumentais romanos. A disposição geral da fachada lembra também explicitamente os temas clássicos, tanto na ordem inferior, caracterizada por cinco arcos redondos suportados por colunas em verde serpentina com bases e capitéis coríntios em mármore branco, como na ordem superior, que representa o pronaos tetrastilo de um templo clássico.

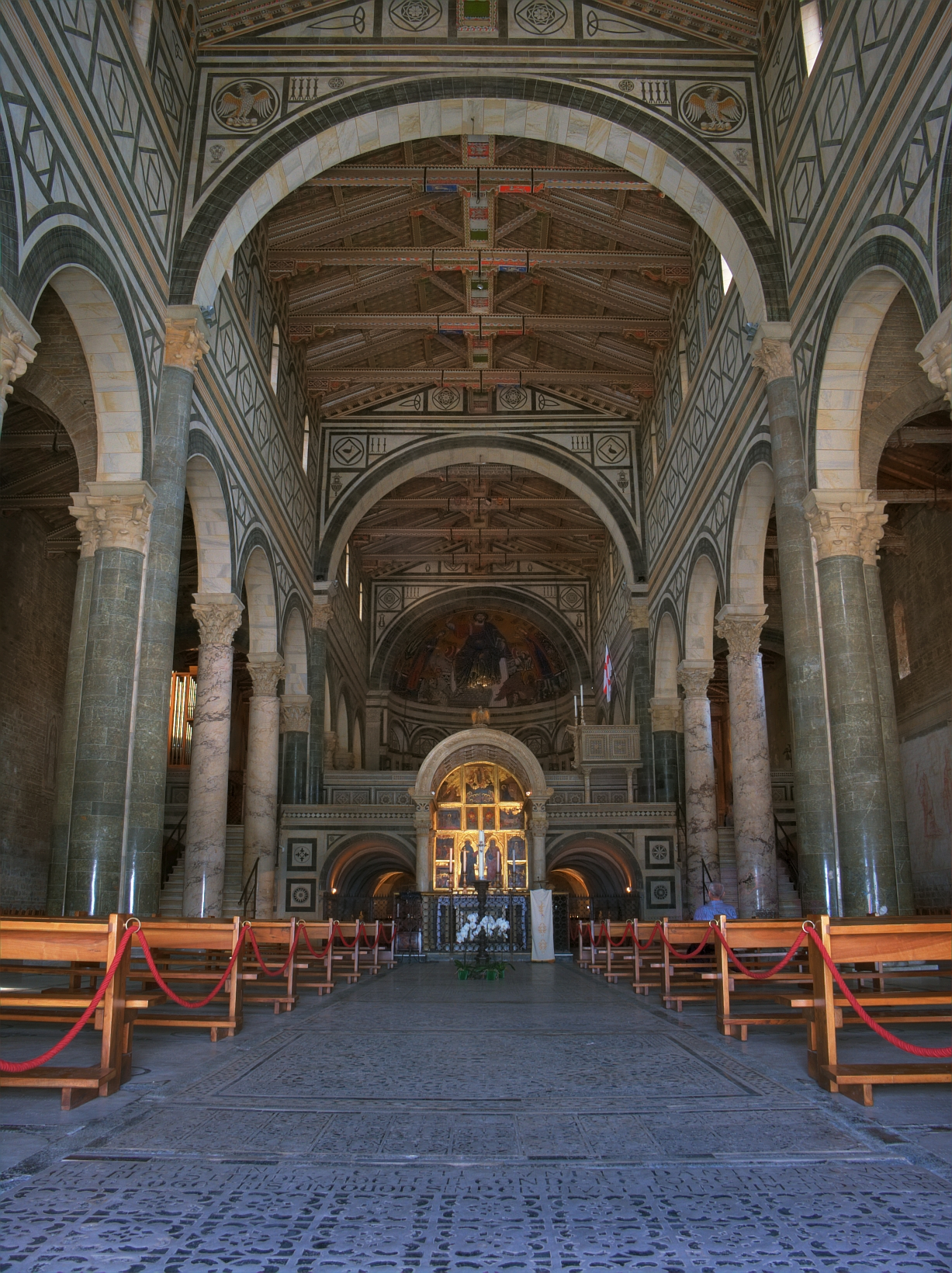
Interior de São Miniato
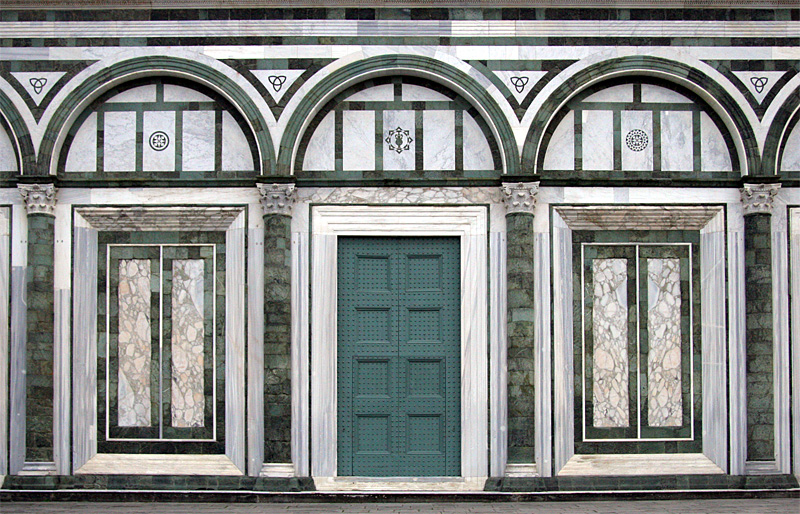
O registo inferior da fachada de São Miniato al Monte

## Outras igrejas
Para além das principais obras, restam apenas alguns outros exemplos do estilo florentino renovado. Entre elas contam-se a pequena igreja de San Salvatore al Vescovo em Florença, a colegiada de Sant’Andrea em Empoli e o revestimento incompleto da fachada da Badia Fiesolana, juntamente com um número modesto de igrejas paroquiais no campo, completando o quadro.
Da igreja original de San Salvatore al Vescovo, apenas resta a parte inferior da fachada, com três arcos cegos sobre semicolunas. Representa o único testemunho dentro das muralhas, para além do batistério, do revestimento exterior bicolor com painéis geométricos de mármore, típico da arquitetura românica florentina.
A colegiada de Empoli caracteriza-se por uma fachada marcada por uma dupla ordem sobre pilastras clássicas e por uma decoração extremamente geométrica, sempre com a habitual combinação de calcário branco e serpentina verde.

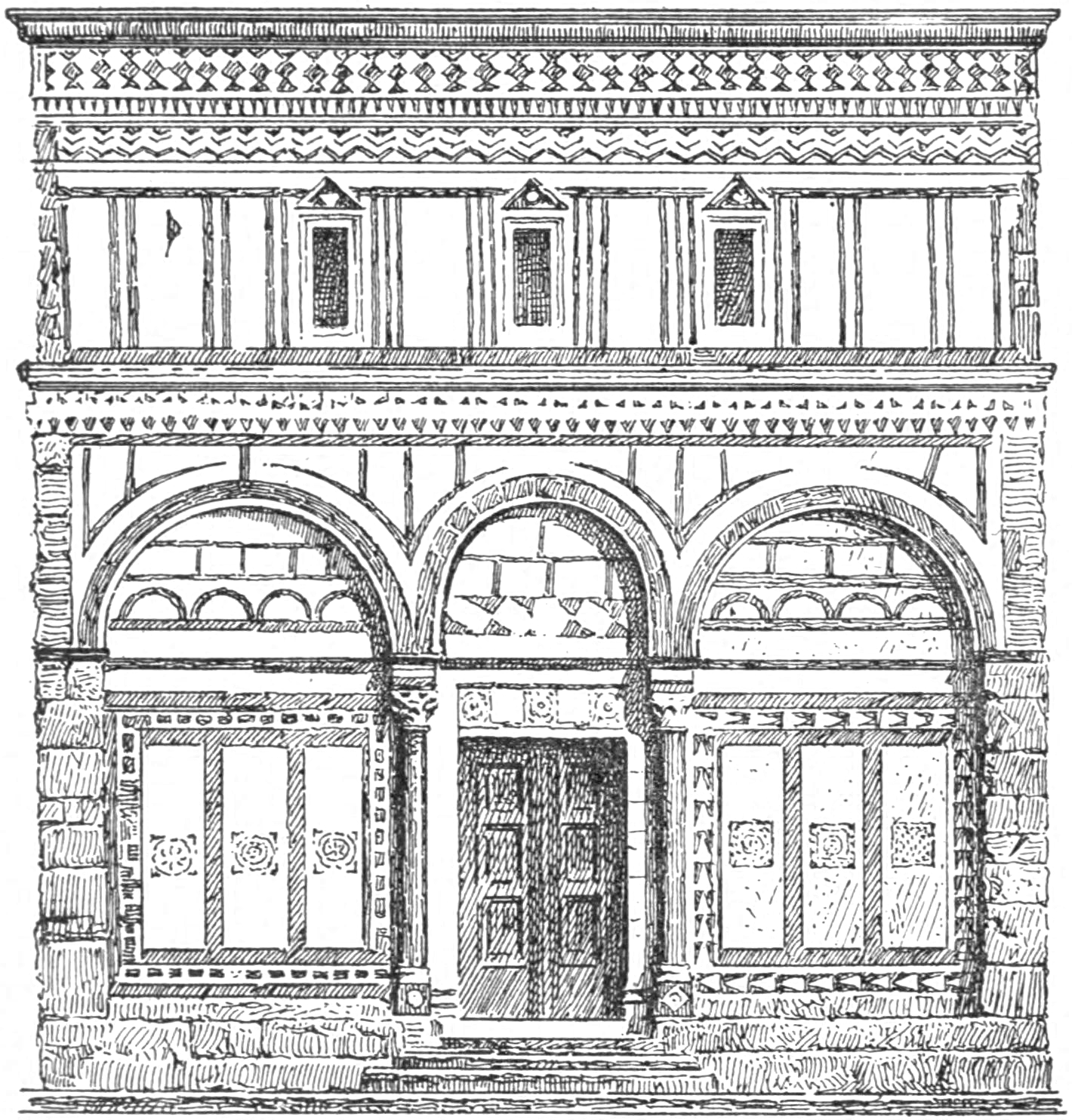
Abadia de Fiesolana
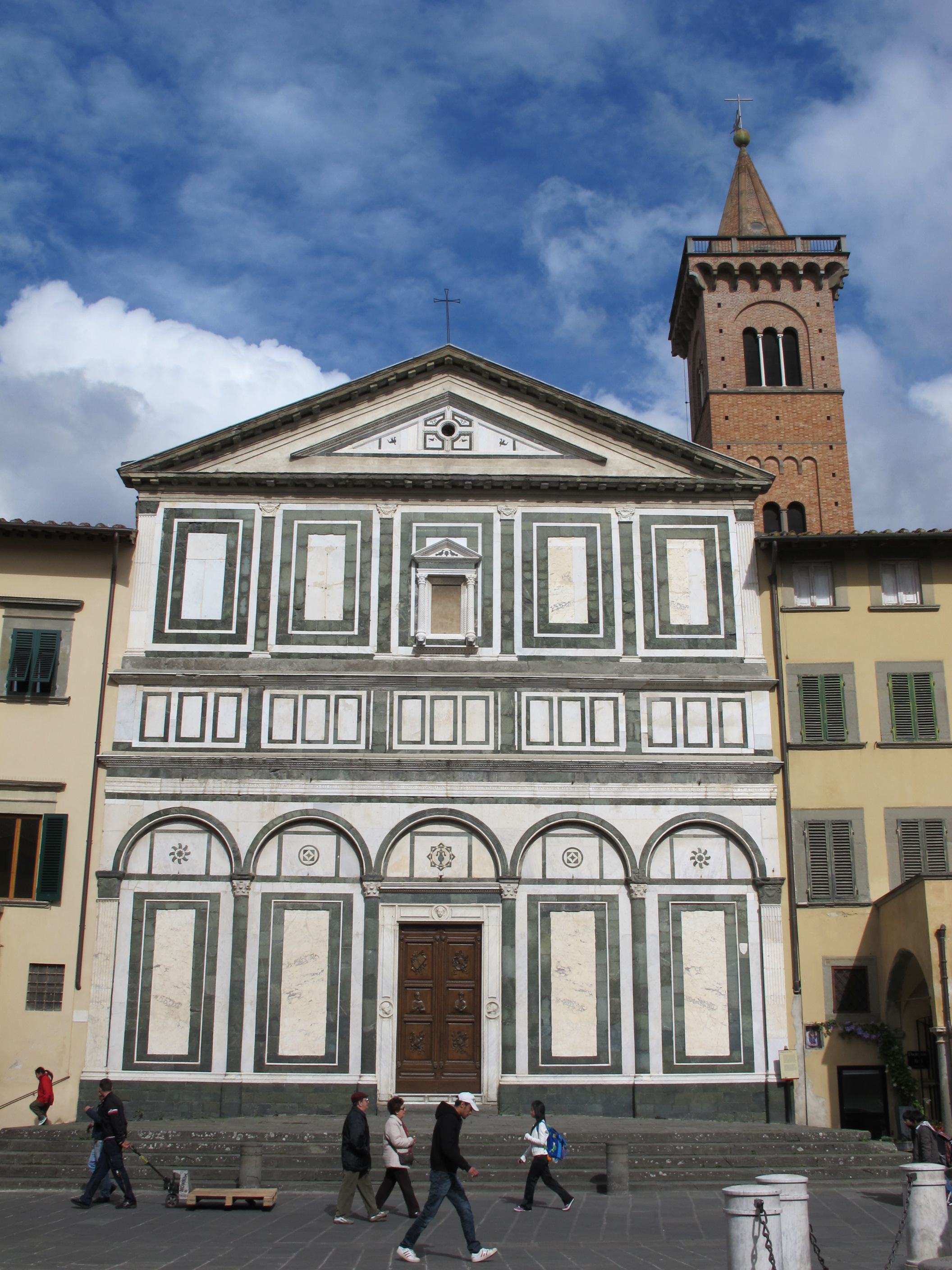
Igreja Colegial de Sant'Andrea, Empoli
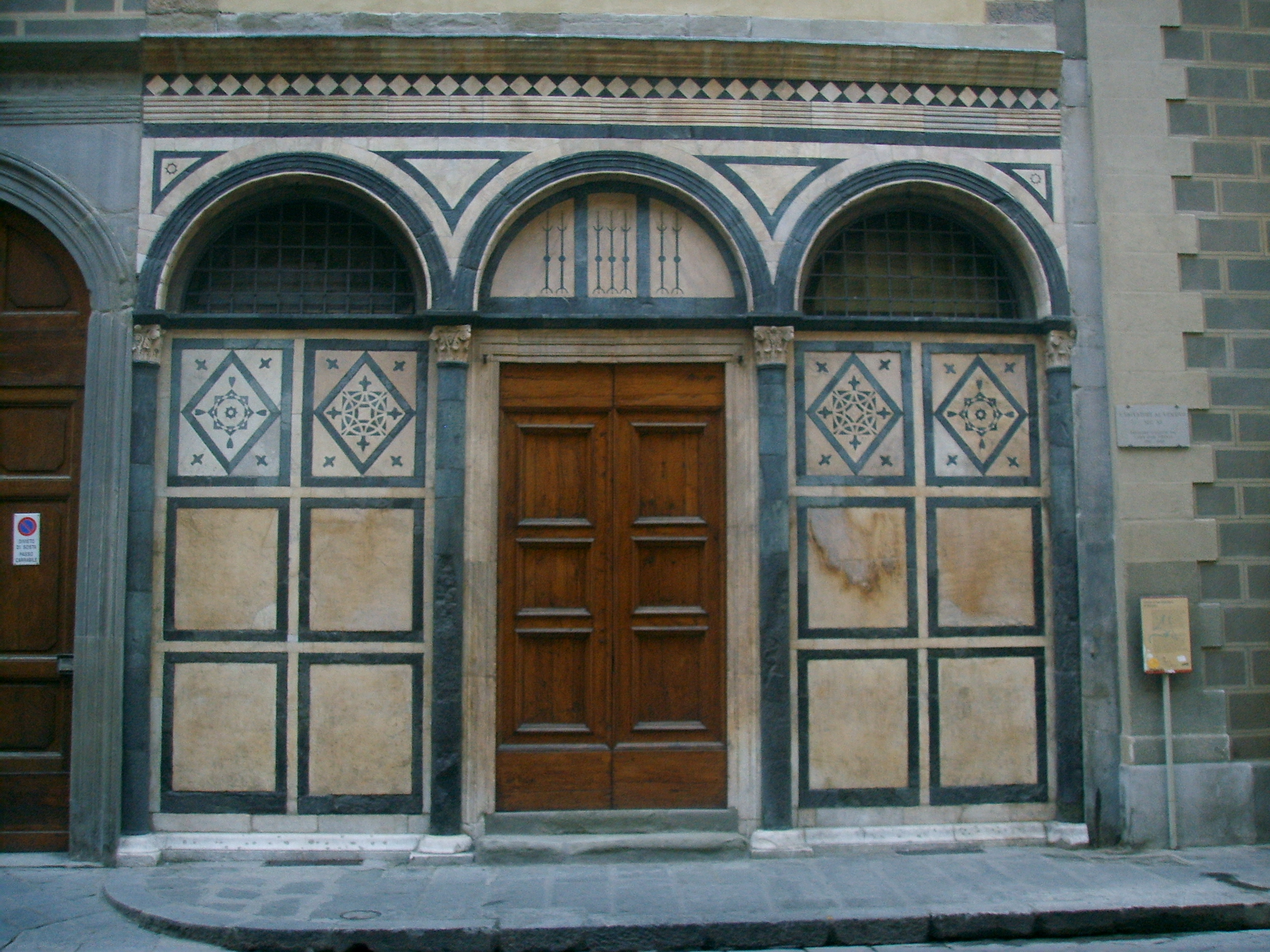
Igreja de San Salvatore al Vescovo

## Entradas relacionadas
- Arquitetura românica em Itália
- Arquitetura românica